# テネシー州会議事堂

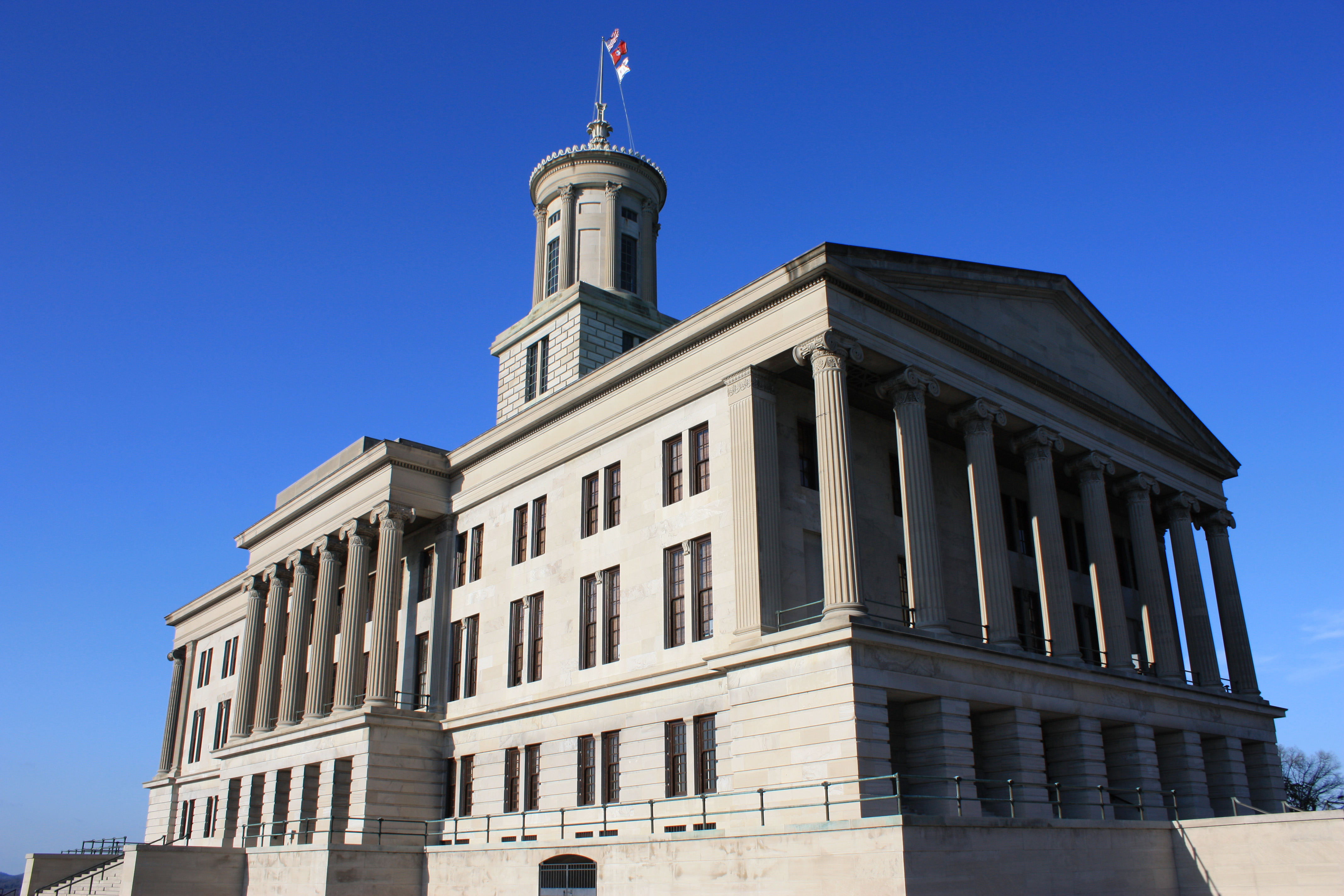
テネシー州会議事堂

テネシー州会議事堂（テネシーしゅうかいぎじどう、英語：Tennessee State Capitol）は、アメリカ合衆国テネシー州の州都ナッシュビルに立地する同州議会の議事堂。テネシー州行政の中核を担う場所であり、知事の事務所がある。また、この庁舎はアメリカ合衆国国定歴史建造物に指定されている。

## 設計と建設
テネシー州会議事堂はペンシルベニア州フィラデルフィアの建築家ウィリアム・ストリックランドによりギリシア建築のイオニア式の神殿にならって設計された。ギリシア建築の復興運動の頃、1845年から1859年まで14年間に渡り建設された。
非常に広範囲に石を使用し、建築用鉄材使用の初期の例であったことから、米国土木学会は建物をその革新的な建設を認め土木工学の歴史的建造物にリストアップした。外観・内装共に、1マイル（1.6km）離れた採石場から運んだ石灰岩で造られた。内部の柱の何本かは一つの石から作られ、それらを正確に上げるため大木用のデリックを利用した。耐火性向上のため木の代わりに錬鉄がトラス屋根に使われた。
ストリックランドはテネシー州会議事堂の完成の5年前に亡くなり、テネシー州議事堂の北東の壁に埋葬された。その息子F. W.ストリックランドは、テネシー州会議事堂の完成まで監督した。ウィリアム・ストリックランドはナッシュビルでエジプト建築復興のスタイルのダウンタウン長老派教会(旧名、第一長老派教会)を設計した。
州建設委員会の議長サミュエル・モーガン（1798年 - 1880年）は、テネシー州会議事堂の建設を監督し、南の入口近くの南東角に埋葬された。

## 記念碑

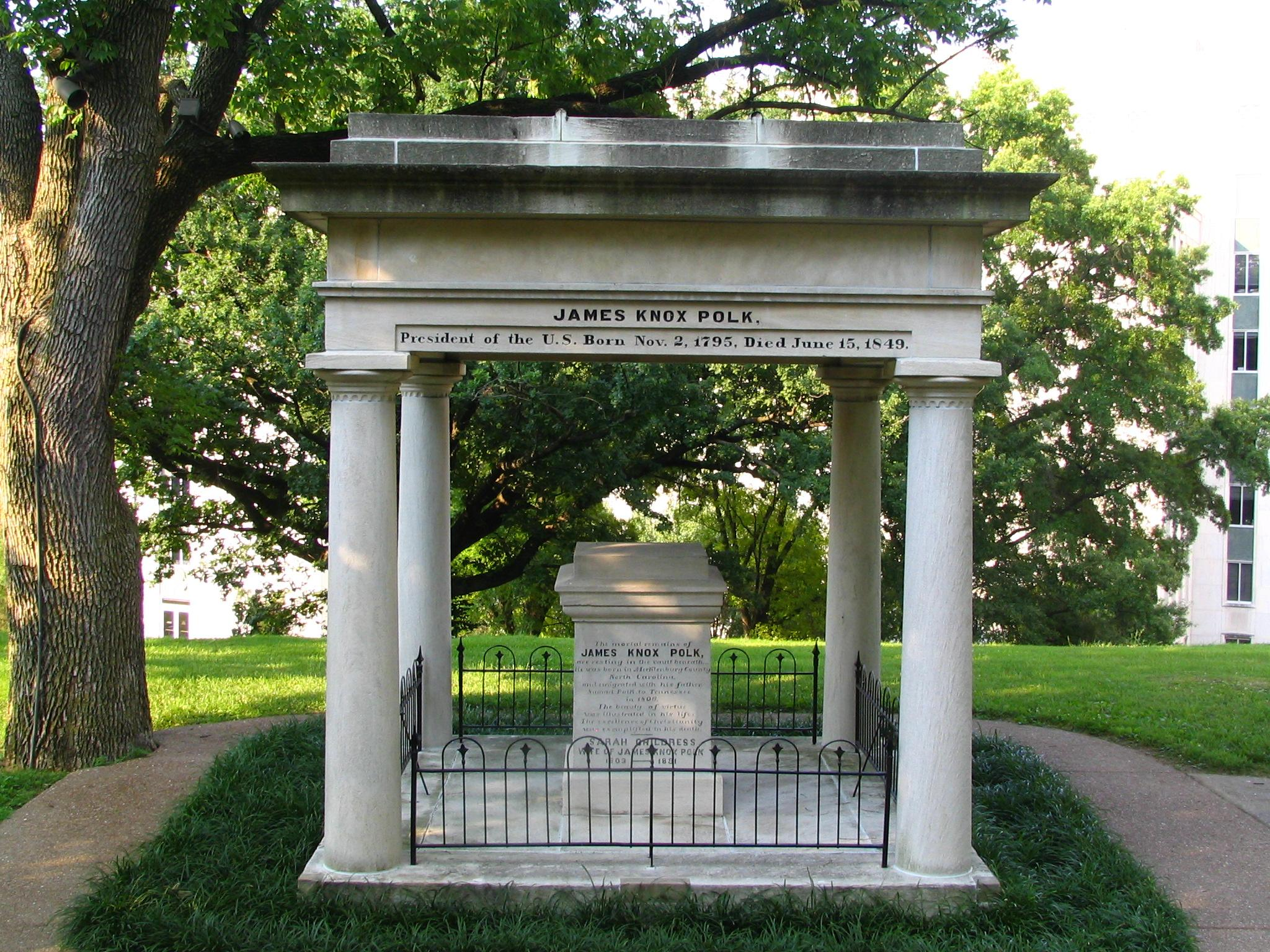
ジェームズ・ポークの墓

議事堂の敷地にはアメリカ合衆国大統領として勤めた3人のテネシー居住者のうちアンドリュー・ジャクソン、アンドリュー・ジョンソンの2人の像があり、ジェームズ・ポークは妻のサラ・ポークと共に敷地内の墓に葬られている。他の記念碑は、アルヴィンC.ヨーク軍曹、テネシー・ホロコースト委員会、議事堂の土地の南西の隅にあるサム・デイビス、南の入口の近くのモトロー・トンネルの上に位置するエドワード・カーマック上院議員、州議事堂の土地の南西の隅に位置する中央航路のアフリカ人への記念碑など。チャールズ・ウオーターフィールドの聖骨箱は、1950年代中頃の修復工事の間、一群の壊れた石灰岩の柱と断片から取り出され、議事堂からキャピタル・ドライブの北の見晴らし台の近くに移動された。

## ギャラリー

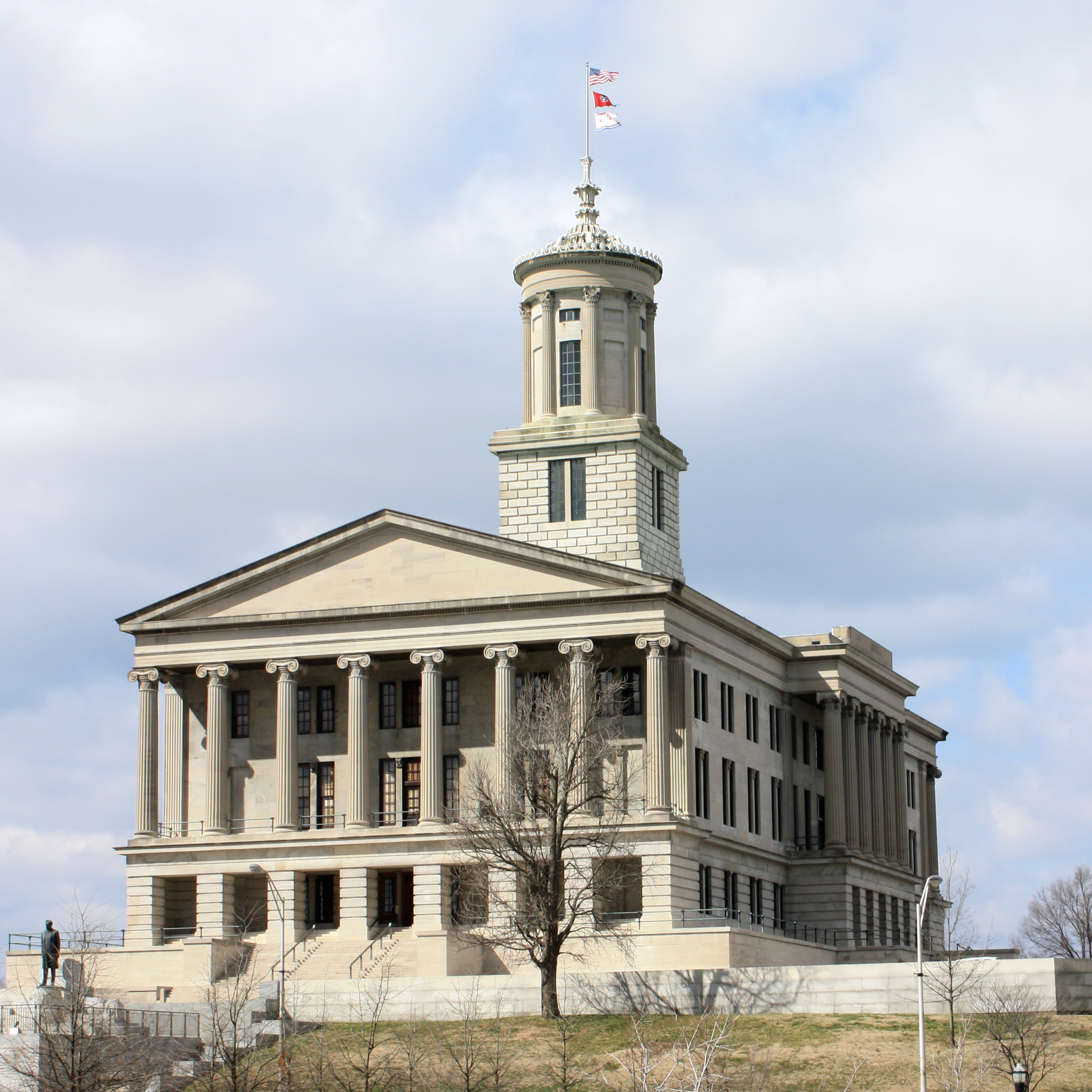
テネシー州会議事堂
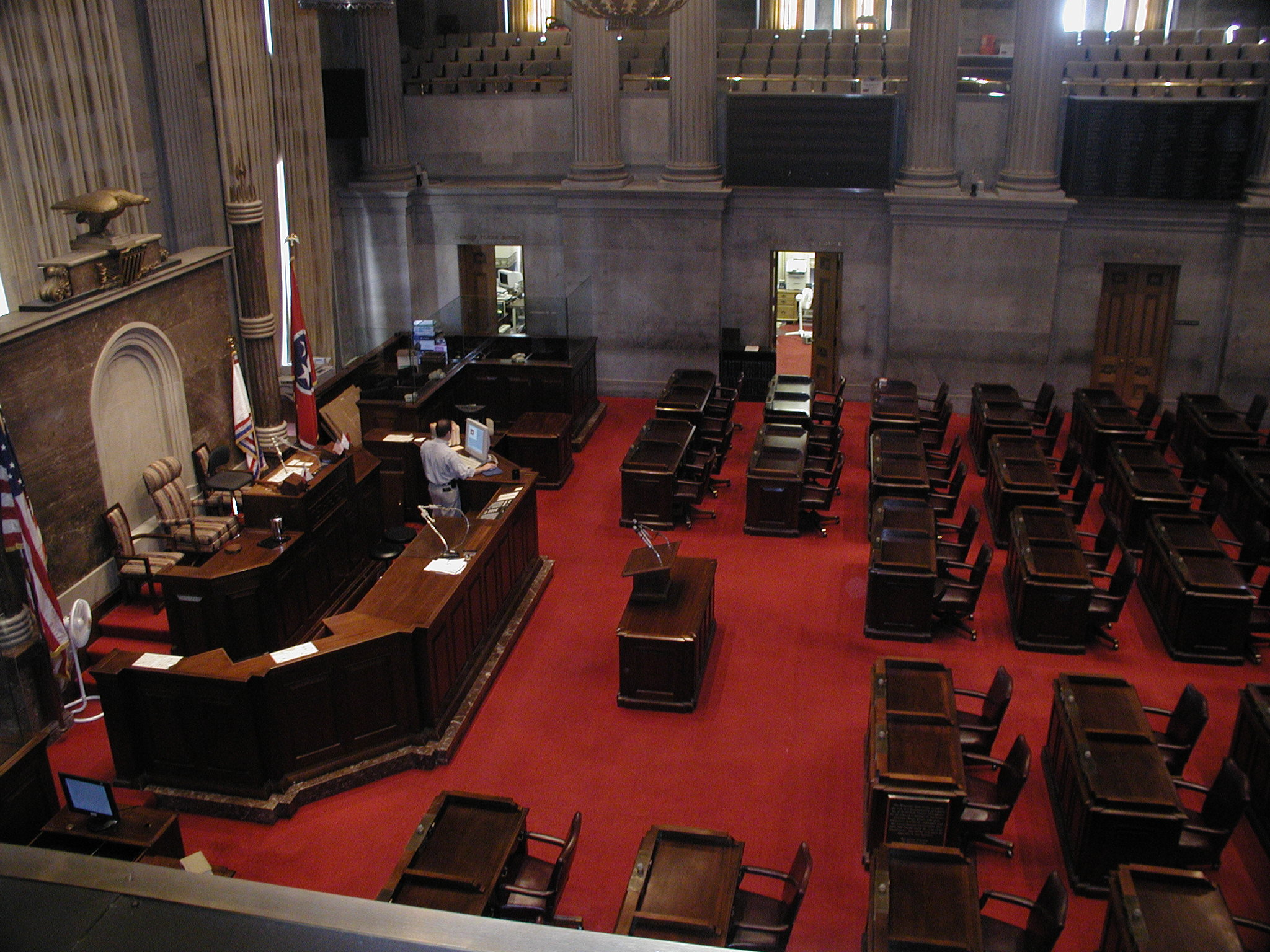
観覧室から眺めた議事堂場内
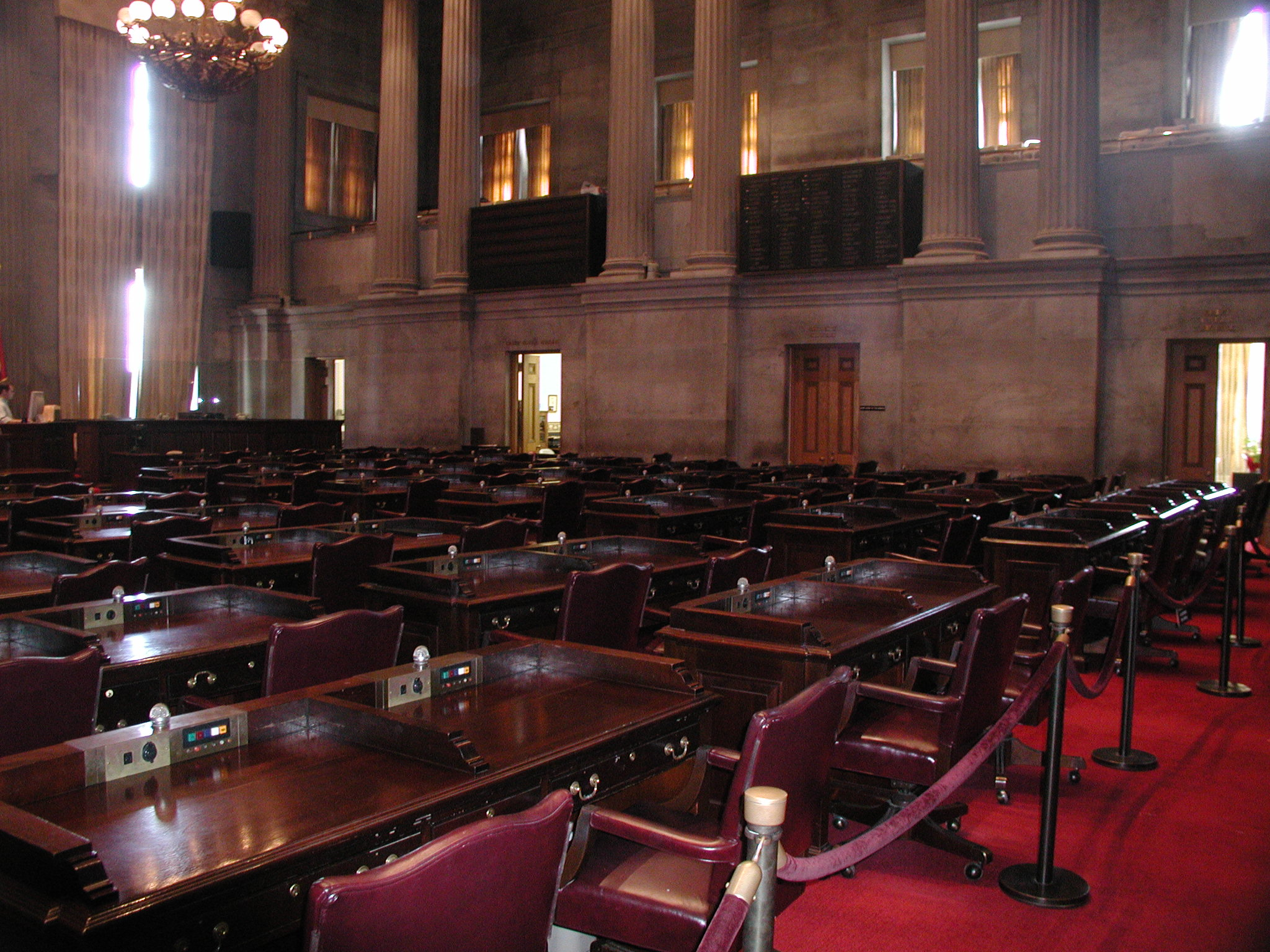
議事堂場内
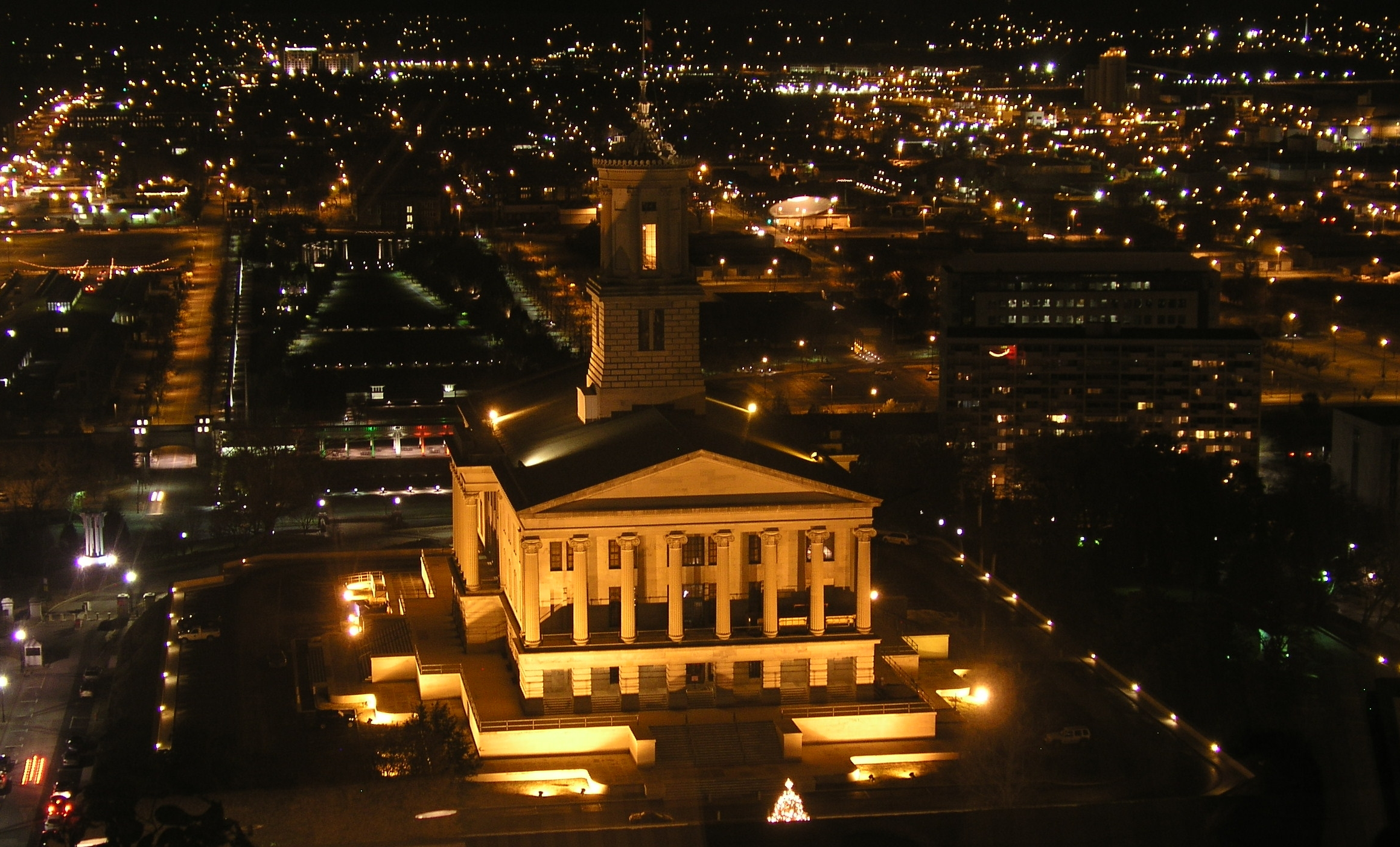
州会議事堂の夜景